# Evgheni Cosminski
Evgheni Cosminski (în rusă Евгений Алексеевич Косминский, transliterat: Evgheni Alekseevici Cosminski; n. 2 noiembrie 1886, Varșovia, Imperiul Rus – d. 24 iulie 1959, Moscova, RSFS Rusă, URSS) a fost un istoric sovietic și rus, membru al Academiei de Științe al URSS, doctor habilitat în științe istorice, profesor al Universității de Stat din Moscova, a câștigat Premiul de Stat al URSS în 1942.
A studiat la Universitatea Imperială din Moscova, unde a devenit profesor în 1919.
În 1947 primește și titlul de om de știință emerit.